# Egidio Sterpa
Egidio Sterpa (ur. 22 września 1926 w Vejano, zm. 1 lipca 2010 w Mediolanie) – włoski polityk i dziennikarz, parlamentarzysta, w latach 1989–1992 minister.

## Życiorys
Z wykształcenia prawnik, pracował jednak zawodowo jako dziennikarz. Początkowo związany z „Il Tempo”, gdzie był redaktorem naczelnym. Następnie pisał dla „Corriere della Sera”. W 1974 przeszedł do nowo tworzonej gazety „il Giornale nuovo”.
Zaangażował się w działalność polityczną w ramach Włoskiej Partii Liberalnej (PLI). Z jej ramienia w 1979 uzyskał mandat posła do Izby Deputowanych. Trzykrotnie z powodzeniem ubiegał się o reelekcję, zasiadając w niższej izbie włoskiego parlamentu do 1994 w okresie VIII, IX, X i XI kadencji. Od lipca 1989 do czerwca 1992 w dwóch ostatnich rządach Giulia Andreottiego pełnił funkcję ministra bez teki do spraw kontaktów z parlamentem.
W 1994, w okresie przemian partyjnych związanych z aferami korupcyjnymi (tzw. Tangentopoli), współtworzył ugrupowanie Unione di Centro, wraz z którym nawiązał współpracę z Forza Italia. Został wkrótce skazany na karę sześciu miesięcy pozbawienia wolności w dotyczącym korupcji procesie w sprawie Enimont. Powrócił następnie do włoskiego parlamentu. W latach 2001–2006 z listy FI zasiadał w Izbie Deputowanych XIV kadencji. Następnie do 2008 był członkiem Senatu XV kadencji.